# 확실성에 관하여
《확실성에 관하여》(독일어: Über Gewissheit)는 루트비히 비트겐슈타인이 1951년 4월 29일 사망하기 전 18개월 동안 4개의 개별 기간에 걸쳐 쓴 노트로 구성된 철학적 저서다. 그는 앤스콤의 집에 초기 노트를 남겼는데, 앤스콤은 비트겐슈타인의 개인 노트에 있는 후기 구절과 주제별로 연결했으며 1969년에 출판된 독일어/영어 평행 텍스트로 편집했다. 
이 책의 주제는 대체로 인식론이며, 의심을 불러일으키는 활동을 포함하여 인간 실천이 가능하기 위해서는 의심에서 면제되어야 하는 몇 가지 사항이 있다는 반복적인 주제를 가진다. "모든 것을 의심하는 의심은 의심의 여지가 없을 것"이다. (OC450).

## 같이 보기
- 넌센스